# Farroupilha
Farroupilha − miasto w południowej Brazylii, w stanie Rio Grande do Sul, leżące w regionie Serra Gaúcha. W 2008 roku przybliżona liczba mieszkańców wynosiła 62674. Zajmuje powierzchnię 359,30 km².
Gospodarz festiwalu Kiwi zwanego potocznie Fenakiwi.

## Historia
Pierwsi osadnicy przybyli na tereny dzisiejszego miasta w 1875. Były to trzy rodziny (Crippa, Radaelli i Sperafico) które przybyły z Włoch. Miasto otrzymało prawa miejskie 11 grudnia 1934. Miasto liczyło wtedy 5779 mieszkańców.

## Turystyka
Główne atrakcje turystyczne:
- Parque Santa Rita

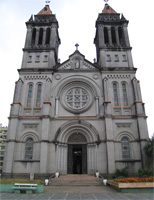
Igreja Matriz Sagrado Coração de Jesus

- Biblioteca Municipal Olavo Bilac (Biblioteka miejska)
- Igreja Matriz Sagrado Coração de Jesus (Kościół)
- Museu Casa Moschetti (Muzeum)
- Parque Centenário (Park poświęcony włoskim emigrantom)
- Salto Ventoso (Wodospad)
- Santuário Nossa Senhora de Caravaggio (Sanktuarium Matki Boskiej z Caravaggio)
- Museu Municipal Casa de Pedra (Muzeum miejskie)
- Parque dos Pinheiros (Park)

## Sport
W mieście ma siedzibę klub piłkarski Brasil de Farroupilha.

## Odległości od innych miast w Brazylii

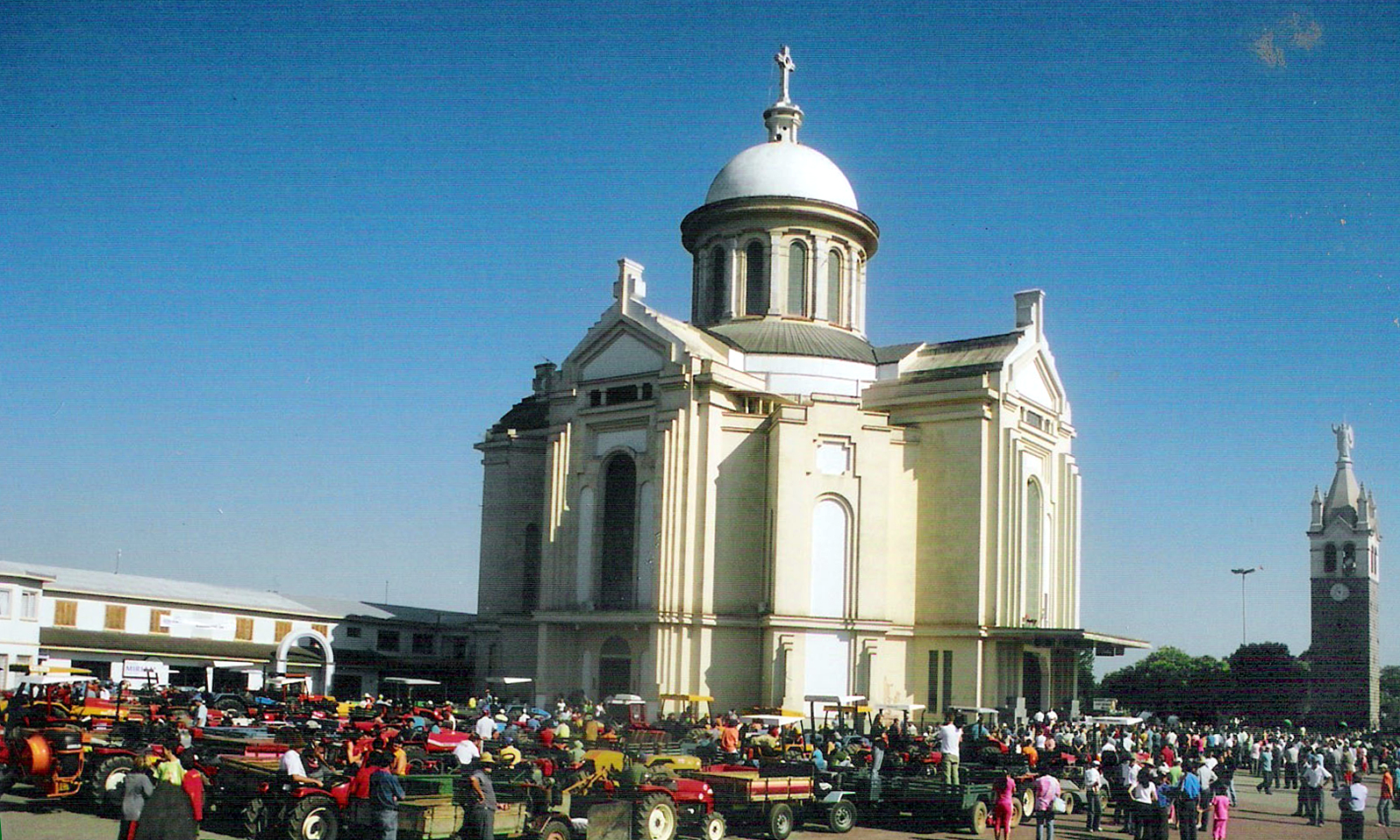
Santuário Nossa Senhora de Caravaggio

- Caxias do Sul: 18 km
- Bento Gonçalves: 24 km
- Gramado: 80 km
- Porto Alegre: 110 km
- Florianópolis: 586 km
- Curitiba: 601 km
- São Paulo: 999 km
- Rio de Janeiro: 1443 km
- Brasília: 2137 km